# Alsciaukat

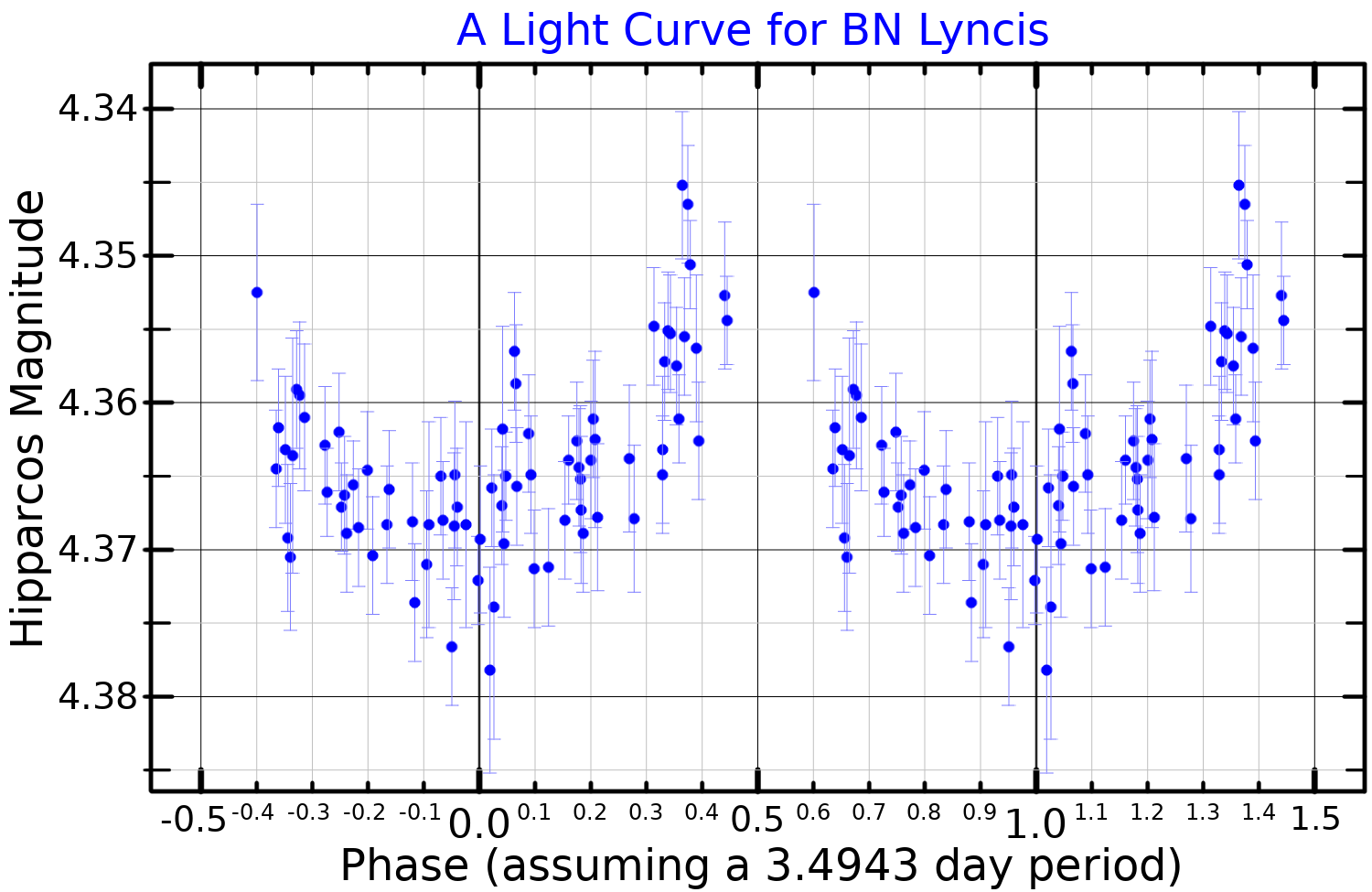
Lichtkromme van 31 Lyn

Alsciaukat (31 Lyncis) is een ster in het sterrenbeeld Lynx.